# Hansika Motwani
Hansika Motwani, née le 9 août 1991 à Bombay (Maharashtra), est une actrice indienne qui apparaît principalement dans les films tamouls, télougou, hindi ainsi que dans les films malayalam et kannada.

## Biographie
Hansika Motwani est née dans une famille sindhi à Mumbai. Son père, Pradeep Motwani, est un homme d'affaires et sa mère, Mona Motwani, est dermatologue.
Motwani a fréquenté l'école internationale de Podar et l'école internationale du Curriculum, dans le quartier de Santacruz, toutes deux à Mumbai.

## Filmographie

### Au cinéma
- 2003 : Escape from Taliban : Guncha
- 2003 : Hawa : la fille de Sanjana
- 2003 : Koi... Mil Gaya : The super six
- 2004 : Aabra Ka Daabra : Pinky
- 2004 : Jaago : Shruti
- 2004 : Hum Kaun Hai? : Sara Williams
- 2005 : Mumbai Godfather : Mrs. N. Jindal
- 2007 : Desamuduru : Vaishali Narayan Patwari
- 2007 : Aap Kaa Surroor: The Moviee - The Real Luv Story : Riaa Bakshi
- 2008 : Bindass : Preethi
- 2008 : Kantri
- 2008 : Money Hai Toh Honey Hai : Ashima 'Meera' Kapoor
- 2009 : Maska : Meenakshi
- 2009 : Billa : Priya
- 2009 : Jayeebhava : Anjali
- 2010 : Seetharamula Kalyanam Lankalo : Nandini P. Reddy  / Anju
- 2011 : Mappillai : Gayathri
- 2011 : Engeyum Kadhal : Lolitta
- 2011 : Kandireega : Sruthi
- 2011 : Velayudham : Vaidehi
- 2011 : Oh My Friend : Reetu
- 2012 : Oru Kal Oru Kannadi : Meera
- 2012 : Dhenikaina Ready
- 2013 : Settai : Madhu
- 2013 : Theeya Velai Seiyyanum Kumaru : Sanjana
- 2013 : Singam 2 : Sathya
- 2013 : Biriyani : Priyanka
- 2014 : Paandavulu Paandavulu Thummeda : Honey
- 2014 : Maan Karate : Yazhini
- 2014 : Power
- 2014 : Aranmanai : Selvi
- 2014 : Meagamann : Usha
- 2015 : Aambala : Maya
- 2015 : Romeo Juliet : Subbulakshmi aka Aishwarya
- 2015 : Vaalu : Priya Mahalaxmi
- 2015 : Puli
- 2016 : Aranmanai 2 : Maya
- 2016 : Pokkiri Raja : Sunitha
- 2016 : Uyire.. Uyire.. : Priya
- 2016 : Manithan : Priya
- 2017 : Bogan
- 2017 : Luck Unnodu
- 2017 : Villain (en)

## Vidéos musicales
| Année | Chanson       | Chanteur(s)               | Rôle      | Langue | Notes                  |
| ----- | ------------- | ------------------------- | --------- | ------ | ---------------------- |
| 2021  | "Booty Shake" | Tony Kakkar & Sonu Kakkar | Elle-même | Hindi  |                        |
| 2021  | "Mazaa"       | B Praak                   | Elle-même | Hindi  | avec Gurmeet Choudhary |

## Awards et nominations
| Année | Award                                       | Catégorie                                             | Film                          | Résultat   |
| ----- | ------------------------------------------- | ----------------------------------------------------- | ----------------------------- | ---------- |
| 2003  | Indian Telly Award                          | Meilleur artiste enfant - Femme                       | Des Mein Niklla Hoga Chand    | Lauréat    |
| 2008  | 55th Filmfare Awards South                  | Meilleure début actrice                               | Desamuduru                    | Lauréat    |
| 2008  | 53rd Filmfare Awards                        | Meilleure début actrice                               | Aap Kaa Surroor               | Nomination |
| 2012  | 1st South Indian International Movie Awards | Meilleure début actrice - Tamoul                      | Mappillai                     | Lauréat    |
| 2012  | Vijay Awards                                | Meilleure début actrice                               | Mappillai                     | Nomination |
| 2012  | 1st South Indian International Movie Awards | Meilleure actrice - Tamoul                            | Engeyum Kaadhal               | Nomination |
| 2012  | Vijay Awards                                | Héroïne préférée                                      | Engeyum Kaadhal               | Nomination |
| 2012  | 1st South Indian International Movie Awards | Appréciation spéciale actrice - Télougou              | Kandireega                    | Lauréat    |
| 2012  | 1st South Indian International Movie Awards | Meilleure actrice - Télougou                          | Kandireega                    | Nomination |
| 2013  | 60th Filmfare Awards South                  | Meilleure actrice - Télougou                          | Denikaina Ready               | Nomination |
| 2013  | Edison Awards                               | Meilleure actrice                                     | Oru Kal Oru Kannadi           | Lauréat    |
| 2013  | 2nd South Indian International Movie Awards | Meilleure actrice - Tamoul                            | Oru Kal Oru Kannadi           | Lauréat    |
| 2014  | 3rd South Indian International Movie Awards | Meilleure actrice - Tamoul                            | Theeya Velai Seiyyanum Kumaru | Nomination |
| 2014  | Vijay Awards                                | Héroïne préférée                                      | Theeya Velai Seiyyanum Kumaru | Nomination |
| 2015  | Vijay Awards                                | Héroïne préférée                                      | Maan Karate                   | Lauréat    |
| 2015  | 4th South Indian International Movie Awards | Meilleure actrice - Tamoul                            | Aranmanai                     | Lauréat    |
| 2016  | 14th Santosham Film Awards                  | Special Jury Award for Best Actress                   | -                             | Lauréat    |
| 2016  | 14th Santosham Film Awards                  | Meilleure actrice - Tamoul                            | Romeo Juliet                  | Lauréat    |
| 2017  | Zee Apsara Awards                           | Diva du Sud la plus populaire sur les réseaux sociaux | -                             | Lauréat    |
| 2018  | 7th South Indian International Movie Awards | Icône de style de l'année                             | -                             | Lauréat    |